# Jürgen Klein (Fußballspieler)
Jürgen Klein (* 22. Dezember 1949 in Wiehl-Marienhagen; † 29. Oktober 2006 in Wiehl) war ein deutscher Fußballspieler.
Der Abwehrspieler spielte in der Jugend und zu Beginn seiner Seniorenkarriere beim VfR Marienhagen. Anlässlich eines Freundschaftsspiels 1971 einer Wiehler Stadtauswahl gegen den FC Schalke 04 musste er gegen „Stan“ Libuda spielen, der in diesem Spiel an Klein nicht vorbeikam. Trainer Ivica Horvat bot dem Talent gleich einen Vertrag an und schon am 11. November 1972 kam Klein zu seinem ersten Bundesligaeinsatz.
Zwei Jahre blieb Klein bei den Gelsenkirchenern, in denen er 27 Bundesligaspiele bestritt und 5 Pokaleinsätze verzeichnen konnte. Zur Saison 1974/75 wechselte er zur DJK Gütersloh in die 2. Bundesliga. Nach zwei Jahren stieg der Verein ab, Klein aber blieb und kam zu insgesamt 57 Zweitliga-Einsätzen, in denen er vier Tore erzielte. Eine schwere Beinverletzung beendete jedoch seine höherklassige Fußballkarriere. Zwar trat er in der Saison 1977/78 nochmal für den Landesligisten VfL Gummersbach an, konnte aber an seine guten früheren Leistungen nicht mehr anknüpfen.
So kehrte er zum VfR Marienhagen zurück und wurde ab 1983/84 Spielertrainer. Die Funktion bekleidete er mehrere Jahre, bevor er sich endgültig vom aktiven Sport zurückzog.
Im Sommer 2006 fiel Klein ins Koma, aus dem er nicht wieder erwachte.